# فوداي سنكوح
فوداي سايبانا سنكوح (بالإنجليزية: Foday Saybana Sankoh)‏ ثائر سيراليوني (17 أكتوبر 1937-29 يوليو 2003) مؤسس وقائد مجموعة المتمردين السيراليونية (الجبهة الثورية المتحدة) خلال الحرب الأهلية في سيراليون، والتي امتدت من 1991 إلى 2002 ,50,000 شخص قتلوا و 500,000 شخص هجروا إلى دول مجاورة.

## عمله وبداية حياته
ولد فوداي سنكوح في 17 أكتوبر 1937 في قرية ماسانغ مايوسو النائية، مقاطعة تونكوليلي في الإقليم الشمالي من سيراليون من عرقية تيمني وامه من عرقية لوكو.و كان أبوه مزارعاً.
انهى سنكوح الدراسة الإعدادية والثانوية في ماغبوراكا في مقاطعة تونكوليلي، وعمل في أكثر من عمل في ماغبوراكا قبل أن ينضم إلى الجيش السيراليوني في 1956. تلقى التدريب في نيجيريا والمملكة المتحدة. في 1971 وهو في رتبة عريف في الجيش شارك في تمرد وعلى أثره جرد من شارته وسجن لمدة سبع سنوات في سجن باديمبا روود في فريتاون.
بعد إطلاق سراحه عمل كمصور متنقل في شرق وجنوب سيراليون.في عام 1988 كانت وجهته ليبيا لتدريب المتمردين. عند عودته إلى سيراليون، طلب سنكوح ورشيد أبو كانو التماس لدعم انتفاضة مسلحة للإطاحة بالحكومة الشعبية الكونغولية. ثم سافروا إلى ليبيريا، حيث يقال أنهم استمروا في التجنيد وخدموا مع تشارلز تايلور في الجبهة الوطنية القومية الليبيرية.

## الحرب الاهلية
في 23 مارس 1991 بدأت الجبهة الثورية المتحدة برئاسة فوداي بدعم من تشارلز تايلور أول هجوم على القرى في منطقة كيلاهون الغنية بالماس في المنطقة الشرقية من سيراليون.
اشتهرت الجبهة المتحدة الثورية بالممارسات الوحشية مثل الاغتصاب الجماعي وبتر الاطراف خلال الحرب الأهلية. قاد سنكوح شخصياً العديد من العمليات بما في ذلك واحدة تسمى «عملية كافيء نفسك» التي شجعت الجنود على نهب أي شيء يجدونه. في مارس 1997، فر سنكوح إلى نيجيريا، حيث تم وضعه قيد الإقامة الجبرية. من هذا الوقت حتى الإفراج عن سنكوح في عام 1999 تولى سام بوكاري مهمة مدير العمليات العسكرية في الجبهة المتحدة الثورية. وخلال العشر سنوات من الحرب خرق سنكوح وعود عدة لوقف القتال بما في ذلك اتفاق سلام أبيدجان واتفاق لومي للسلام في عام 1999. في النهاية تدخلت المملكة المتحدة وفريق المراقبين العسكريين التابع للمجموعة الاقتصادية لغرب أفريقيا من خلال قوة صغيرة ولكن محترفة، وقي النهاية تم سحق الجبهة المتحدة الثورية. اعتقل سنكوح بعد أن قتل جنوده عدداً من المحتجين خارج منزله في فريتاون في عام 2000. أدى اعتقاله إلى احتفالات ضخمة في جميع أنحاء سيراليون. تم تسليم سنكوح إلى بريطانيا وتحت ولاية المحكمة المدعومة من الأمم المتحدة، تم توجيه 17 تهمة إليه في مختلف جرائم حرب بما فيها الجرائم ضد الإنسانيةوالاغتصاب والاسترقاق الجنسي وأعمال الإبادة الجماعية.

## موته
توفي سنكوح من مضاعفات سكتة دماغية بينما كان ينتظر المحاكمة. وفي بيان صادر عن الأمم المتحدة تدعمه محكمة جرائم الحرب قال المدعي العام ديفيد كرين أن وفاة سنكوح منحته نهاية سلمية أنكرها على الآخرين.